# 洵口张氏家庙及照壁
洵口张氏家庙及照壁是一处古建筑，位于江西省抚州市黎川县洵口镇。2018年3月9号，公布为第六批江西省文物保护单位，编号6-3-053。